# Singa (Sudão)
Singa é uma cidade do Sudão, capital do estado de Senar, no Sudão.